# Owsei Temkin
Owsei Temkin (biélorusse : Аўсей Цемкін; 6 octobre 1902 - 18 juillet 2002) est un professeur émérite William H. Welch d'histoire de la médecine à l'université Johns-Hopkins. C'est un historien médical américain d'origine russe et formé en Allemagne.

## Biographie
Après avoir obtenu son doctorat en médecine à l'Université de Leipzig en 1927, il s'installe aux États-Unis en 1932 et devient directeur de l'Institut d'histoire de la médecine à Johns Hopkins en 1958. Il devient l'un des plus grands experts mondiaux de l'interaction de la médecine et de la culture à travers l'histoire. Au cours de sa carrière universitaire et de sa retraite, il publie des centaines d'articles et une douzaine d'ouvrages sur l'histoire de la médecine. Son dernier livre est publié l'année de sa mort à l'âge de 99 ans.
Temkin reçoit la médaille Welch et le prix Sarton et est élu à la Société américaine de philosophie, à l'Académie nationale des sciences et à l'Académie américaine des arts et des sciences.

## Publications
- La Maladie qui tombe : une histoire de l'épilepsie des Grecs aux débuts de la neurologie moderne . Baltimore, MD : Johns Hopkins University Press ; 1945, révisé 1971 ; (ISBN 0-8018-1211-9) )
- Galénisme: montée et déclin d'une philosophie médicale Ithaca, NY: Cornell University Press, 1973, (ISBN 0-8014-0774-5) )
- Le Double Visage de Janus et autres essais dans l'histoire de la médecine Baltimore, MD: Johns Hopkins University Press, 1977, (ISBN 0-8018-1859-1) )
- "On Second Thought" et autres essais en histoire de la médecine et des sciences . Baltimore, MD : Johns Hopkins University Press, 2002.
- Respect de la vie dans la médecine, la philosophie et le droit. Baltimore, MD : Johns Hopkins University Press, 1977 (co-auteur).
- Hippocrate dans un monde de païens et de chrétiens. Baltimore, MD : Johns Hopkins University Press, 1991.
- Médicaments antipaludéens . Washington, National Research Council, Office of Medical Information, 1944 (co-auteur).
- Gynécologie de Soranus. Baltimore, MD : Johns Hopkins University Press, 1991.
- Médecine ancienne: articles sélectionnés de Ludwig Edelstein . Baltimore, MD : Johns Hopkins University Press, 1967 (coéditeur).
- En mémoire de Henry E. Sigerist . Baltimore, MD: Johns Hopkins University Press, 1957.
- "Métaphores de la biologie humaine". Dans : Science et Civilisation, 1949, pp. 169–194.
- "Science et société à l'ère de Copernic". Dans : La Nature de la découverte scientifique, 1975, pp. 106–133.
- Un rapport sur le traitement médical de la filariose Bancroft . Washington, Conseil national de la recherche, Division des sciences médicales, 1945.
- Dissection de Galien du foie et des muscles mobilisant l'avant-bras . Baltimore, MD : Johns Hopkins University Press, 1946 (co-auteur).
- "Le Fond Philosophique de la Physiologie de Magendie". Bulletin d'histoire de la médecine, 1946, v. 20.
- Servet a-t-il été influencé par Ibn an-Nafis ? Baltimore, MD: Johns Hopkins University Press, 1940.
- Les racines classiques de la doctrine de l'irritation de Glisson. Baltimore, MD : Johns Hopkins University Press, 1964.
- "Matérialisme dans la physiologie française et allemande du début du XIXe siècle". Bulletin d'histoire de la médecine, 1946, v. 20.
- « Médecine byzantine : tradition et empirisme ». Dumbarton Oaks Papers, no. 16, p. 95–115.